# Листоед горчичный западный
Листоед горчичный западный (лат. Colaphus sophiae) — вид жуков из подсемейства хризомелин семейства листоедов.

## Распространение
Распространён в Центральной и юго-восточной Европе, а также в Турции.

## Описание
Длина тела 3.8-5.8 мм. Тело выпуклое, с металлическим блеском, цвет зелёный или синий.

## Хозяйственное значение
Является вредителем горчицы, редьки, репы, капусты, редиса, рапса, хрена, брюквы.

## Подвиды
- Листоед горчичный восточный (Colaphus sophiae hoefti) (Ménétriés, 1832) — в южной России, Центральной Азии и на Кавказе.
- Colaphus sophiae sophiae (Schaller, 1783)
- Colaphus sophiae transsylvanicus (Machatschke, 1954)